# زبابيات الشكل
زبابيّات الشكل (الاسم العلمي: Soricomorpha) هي رتبة من الثدييات.

## فصائل
- الزبابات
- مشقوقات الأسنان (الاسم العلمي:مشقوقات الأسنان)
- الطوبينيات
- زبابات غرب الأنديز أو النزوفنطات (الاسم العلمي:†Nesophontidae)